# Gwiazda preonowa
Gwiazda preonowa – hipotetyczna gwiazda zbudowana z hipotetycznych cząstek elementarnych – preonów. Gwiazdy tego typu miałyby bardzo niewielką średnicę i bardzo dużą gęstość, wynosząca ok. 1020 g/cm3, stawiając je pomiędzy gwiazdami neutronowymi a czarnymi dziurami. Gwiazda preonowa o masie Ziemi miałaby średnicę piłki tenisowej.
Obiekty tego typu mogłyby być wykryte przez mikrosoczewkowanie grawitacyjne promieni gamma, a ich istnienie mogłoby potencjalnie wyjaśnić przynajmniej niektóre kwestie związane z „brakującą masą” Wszechświata (ciemna materia).